# Pedro José Cuéllar
Pedro José Cuéllar (Metapán, alcaldía mayor de San Salvador, Capitanía General de Guatemala c. 1770s - San Juan Nonualco, República de El Salvador julio de 1857) fue un político salvadoreño que se desempeñó como diputado vocal de la junta gubernativa de la provincia de San Salvador (que había declarado independiente a esa provincia de Guatemala por la anexión al primer Imperio mexicano), diputado por Metapán al congreso de esa provincia, y diputado suplente por San Salvador a la asamblea constituyente que declaró la independencia absoluta de Centroamérica y que formularía la Constitución de la República Federal. Luego de la muerte de su esposa se haría sacerdote, y sería cura de Tonacatepeque y San Juan Nonualco.

## Biografía
Pedro José Cuéllar nació en Metapán, alcaldía mayor de San Salvador, Capitanía General de Guatemala por la década de 1770s; siendo hijo de Antonio Bartolomé de Cuéllar y Girón de Alvarado y Aguiluz, y de María Camacho y Vargas; era descendiente, por línea paterna, de los conquistadores Pedro y Jorge de Alvarado. Contraería matrimonio con Josefa Romero.
En enero de 1822, luego de que el 11 de ese mes la diputación de la provincia de San Salvador (presidida por el jefe político superior presbítero José Matías Delgado) se erigiera en junta gubernativa y declarase a la provincia independiente de Guatemala (debido a estar opuesta a la anexión al imperio mexicano), el jefe y presbítero Delgado lo enviaría como su representante al pueblo de Olocuilta (que se había declarado a favor de la anexión); donde se reuniría con personas de los estratos bajos de la población para persuadirlos de mantenerse unidos a San Salvador, a lo que ellos responderían afirmativamente. Esto sería comunicado por el ayuntamiento de Olocuilta a la junta provisional consultiva de Guatemala (que lideraba el territorio centroamericano luego de la independencia) el 18 de enero de ese año.
Por el mes de marzo de 1822 comenzaría a figurar como uno de los miembros de la junta gubernativa de San Salvador, estando presente su firma en el documento (que el 30 de marzo) declaró al jefe y presbítero Delgado como obispo de la (creada también por ese documento) diócesis de San Salvador.
Ejercería como miembro de la junta gubernativa hasta la disolución de está el 10 de noviembre; cuando pasaría a desempeñarse como diputado (electo por Metapán) del congreso de la provincia, que realizó sus funciones hasta su clausura el 10 de diciembre.
Luego de la derrota militar de San Salvador, se retiraría a sus propiedades. En el mes de junio de 1823 sería electo como diputado suplente por San Salvador ante la asamblea constituyente, que declararía la independencia absoluta de las Provincias Unidas de Centroamérica, y que emitiría la constitución de la República Federal de Centroamérica.
Debido al fallecimiento de su esposa, se dedicaría a la carrera religiosa, y obtendría las facultades plenas de sacerdocio; por lo que en 1841 sería designado cura de Tonacatepeque. Puesto que desempeñaría hasta el año 1851, cuando pasaría a ser cura de San Juan Nonualco; donde se encargaría de auxiliar material y espiritualmente a las personas afectadas por la primera ola de cólera morbus; falleciendo durante la segunda ola de esa enfermedad, en julio de 1857.